# معتقدات الرائيليين
الرائيلية (بالفرنسية: Raëlism)‏، هي ديانة فكرتها مرتبطة بكائنات فضائية افتراضية. أسسها صحفي السيارات الرياضية السابق الفرنسي كلود فوريلون في باريس، فرنسا عام 1974 إثر مؤتمر ضخم، وتوصف الرائيلية بأنها أكبر ديانة كائنات فضائية في العالم، يعتقد الرائيليون أن كائنات فضائية متقدمة، يسمون إلوهيم، هم من أوجد الحياة على الأرض. ويؤمنون بالحق الشخصي في الممارسة الجنسية. ويدافعون عن شمولية الأخلاق والسلام في العالم لذلك يؤمنون في حكم العباقرة كطريق أكيد نحو عالم أفضل. كما يؤمنون أن على الإنسانية تحقيق تقدم تكنولوجي يسمح لهم سبر أغوار الكون، وخلق حياة على كواكب أخرى كما تحقيق الحياة الأبدية عن طريق تقنيات الإستنساخ وتغيير الجينات التي تواجه بانتقادات شديدة. ويقوم أعضاء الرائيلية بعروض جنس النساء الإيجابي وعراضات معارضة الحروب. ويمارس في كنبستهم طقوس التعميد عن طريق ما يسمى تمرير الخطط الخلوية التي يقوم بها أعضاء متمرسون يسمون المرشدين.

## المعتقدات

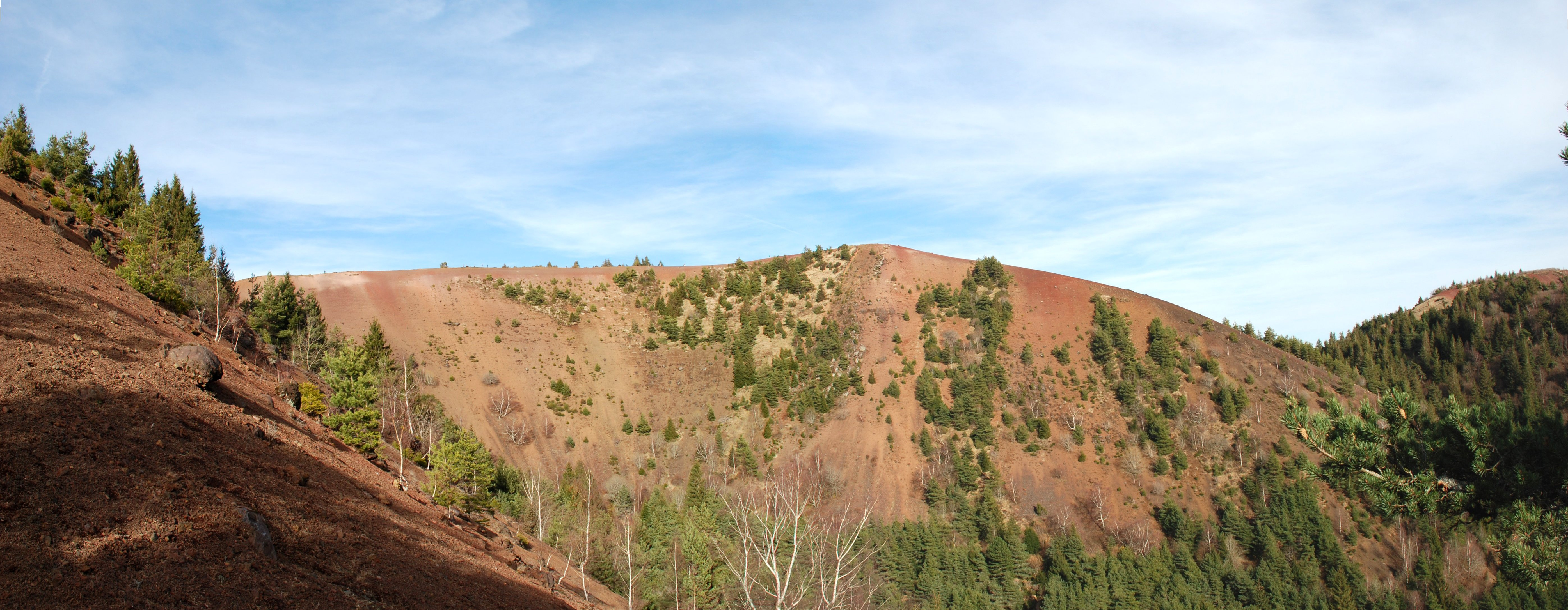
بوي لاسولاس

### هيكلية الكون
تعتمد الرائيلية بالفلسفة الانهائية من ناحية الزمن والمكان. وأن الكون اللانهائي ليس له مركز. يقول رائيل، نبي الحركة الرائيلية، أن «كل شيء هو كل شيء. فداخل ذرات الكائنات الحية، هناك كائنات حية مكونة من ذرات، وهكذا دواليك. وكذلك الكون الذي هو داخل ذرة داخل كون أخر».

### خلق الحياة
يعتقد الرائيليون بإمكانية خلق حياة من لا شيء عندما يتحقق السلام بين البشرية وتتوقف الحروب وينتهي العنف. عندها، ستمكن الإنسان من السفر عبر الكون واستخدام الإستنساخ والتعديلات الجينية لخلق جياة من لا شيء. وببتشكيل الكواكب لإيجاد القارات وجعل الكواكب صالحة للحياة. كما أن التقدم في الهندسة المجتمعية سيمسح بإنشاء أنواع من الحياة التي تقدر الخالق وتستطيع الاستدامة في المعيشة.

### العودة إلى الحياة
لا يعتقد الرائيليون بالتقمص أو العودة إلى الحياة لعدم إيمانهم بوجود الروح بالمعني الغموضي. لكنهم مقتنعون أن تطوير حواسيب جبارة وتقنيات عالية يمكن استنساخ بشر ونقل ذاكرتهم وجيناتهم إلى الأجساد المستنسخة مما يسمح لهم متابعة الحياة بعد موت الجسد. كما يعتقدون بقدرة الإلوهيم على إعادة الشخص إلى الحياة بنقل حمضهم النووي. وهذا ما سيقومون به في نهاية الأمر لإعادة من يؤمنون بالرائية في نهاية العالم ليعيشوا بخلود على كوكبهم، أو ليحاسبوا الأشرار في لانهائية العذاب. أما الأشخاص الذين لا يقدمون أي عمل إيجابي ولم يكونوا أشرار، فلن يمروا بعملية إعادة الحياة.

### بناء سفارة ألوهيم
يعمل الرائيون بشكل جدي على بناء مبنى ليستقبل لألوهيم على الأرض. تسمى هذا المبنى «سفارة الكائنات الفضائية» أو «الهيكل الثالث». يحاول الرائيليين بناء المبنى بالقرب من القدس إلا أن الحكومة الإسرائيلية ما زالت تعارض الفكرة. كما تم التفاوض مع حكومة لبنان بنفس الموضوع. تقدر مساحة المبنى بأكثر من 3ز47 كلم مربع بشعاع دائرة يصل ل 1.5 كلم. 

### شكل الحكومات
يعارض الرائيليين أي إخلال بالقوانين الموجودة ويشجع الجميع على إتباعهم. ألا أنهم يؤمنون بالتحرك من أجل تحسينها وتطويرها. بالنسبة لهم، الحكم الصحيح والفعال هو حكم العباقرة فيما يسمونه عبقراطية. يؤمنون بأن العباقرة ذوي مستوى ذكاء أعلى من 50% هم القادرون على إدارة دفة حكومة متطورة تسمح بتحقيق العدالة والرقي. كما أنه يجب أن يكون الناخب على مستوى ذكاء أعلم ب10% من متوسط الذكاء.

### الاقتصاد
يؤمن الرائيليين أن تطوير التكنولوجيا المناسبة تحقق الجنة على الأرض وبأن الإنسان يجب أن يتمتع بالحياة من دون أن يعمل عن طريق استغلال التكنولوجيا لتقوم بالأعمال عنه وتأمين رفاهيته. ويؤمنون بالتخلي عن المال كحل مستقبلي. وهم يفضلون النظام الديمقراطي العالمي كأفضل نظام لتحقيق الرقي بمقابل الشيوعية التي تؤمن المساواة من دون الرفاهية وعلى حساب الحرية.

### استنساخ البشر
يؤمن الرائليين أن استنساخ البشر هو الطريق إلى الخلود والرخاء. فعن طريق الإستنساخ، يمكن خلق جسد مادي ثم نقل ذاكرة وجينات شخص متوفي ليحي مرة أخرى. كما يمكن لإستنساخ البشر من خلق أجساد خادمة لتقوم بالأعمال عن البشر وتحقيق أمانيه مما يسمح بخلق عالم راقي ينعم بالحياة من دون العمل. من أجل تحقيق هذه الأهداف، انشئت شركة كلونايد المستقلة عن الحركة لكن متممة لها والتي استنسخت عام 2002 أول فتاة بشرية سمتها «حواء».

## التصميم الذكي
في إحدى لقأت رائيل مع يهوه، أحد الإلوهيم، ذكر أن الألوهيم أتوا إلى كوكب الأرض منذ الأف السنين لاختبار خلق كائنات حية بعيدا عن كوكبهم. كانت الأرض مغطاة بغيوم كثيفة وتغمر سطحها المياه. فقاموا بتجفيف الغيوم لتصل أشعة الشمس إلى سطح الأرض وخلقوا القارات بواسطة تقنيات تشكيل الأرض المتقدمة وصنعوا بيئة صالحة للحياة. منثم، قاموا بإنشاء حياة متكيفة مع جو الأرض الجديد مستخدمين علوم الفضاء الشمسية والهندسة الجينية. 
فال يهوة أن جنة عدن التوراتية كان مخبر الأبحاث الذي أقاموه لإجراء أبحاثهم في عمليات الخلق. وأن سفينة نوح كانت مركبة فضائية حافظت على بعض الجينات التي استعملت في استنساخ الحيوانات. أما برج بابل، فكان صاروخ صمم للوصول إلى كوكب الإلوهيم الأم. وأن الطوفان الكبير نتج عن صاروخ نووي أرسله الإلوهيم للقضاء على الحياة على الأرض. 

### الأنبياء
وبحسب رائيل، تواصل الإلوهيم مع 40 فردا بالماضي ليكونوا أنبيائهم على الأرض منهم موسى، إيليا، المسيح، بوذا، ومحمد وجوزيف سميث. وأن الديانات التي انبثقت عن التواصل هي اليهودية، المسيحية، الإسلام، البوذية والمورمونية والتي تسمى الديانات الإلوهمية. وبالنسبة للرائيليين، تحتوى هذه الديانات على العديد من الأدلة لمعتقداتهم وبالأخص لعودة الإلوهيم إلى الأرض زمن تحقيق الرؤية فيما يسمى يوم القيامة. عندها، سيظهر كائنات فضائية على الأرض ويجتمعوا في مكان يسمونه سفارة. وهو المكان الذين طلبوا من رائيل بنائه على الأرض بحسب مخططات محددة. وعندها، سيقوم الإلوهيم بمشاركة سكان الأرض بكل تقنياتهم المتقدمة. وعلى الرائليين نشر هذه المعلومات تحضيرا للعودة.

## الطقوس

### تهيئة الأعضاء الجدد
التعميد هو طقس التهيئة الرئيسي، أو ما يسمونه «نقل المخططات الخليوية». يقوم بهذا الطقس كاهن رائيلي متمرس يسمى المرشد. ويجب على الأعضاء الجدد الارتداد عن دينهم الأصلي. تقام طقوس العمادة أربع مرات بالسنة تتناسب مع مناسبات رائية محددة. وإجرأت العمادة تشمل مسح الرأس بالمياه والإستحصال على جينات التي ستحفظ بحواسيب ضخمة لتستعمل في يوم القيامة من أجل إستنساخ الشخص مرة أخرى.

### نشاطاتهم
يقوم الرائيليون بنشاطات للدفاع عن حرية ممارسة الجنس عند النساء وتحركات معارضة للحروب وللكنيسة الكاثوليكية. وتدافع عن التحسينات الجينية من أجل تطوير المنتجات الزراعية والحيوانية. كما قام فئات من الرائيليين بمظاهرات للمطالبة بتغيير القوانين للسماح للنساء بالكشف عن صدورهم بشكل عام. 
كما قاموا بتحركات ضد التحرش بالأطفال التي يقوم بها قساوسة كاثوليك. في عام 2002، وزع الرائيليون صلبان خشب على تلاميذ المدارس وطلبوا منهم حرقها في حديقة عامة في منتريال كما شجعوهم على الارتداد عن الكاثوليكية.

## نقد الفكرة
منتقدي أفكار رائيل يقولون أن أفكاره مستقاة من أعمال أدبية نشرت في ستينيات القرن العشرين، أي قبل نشر أفكاره، مثل أعمال الفرنسي جان سيندي وإريك فون دانكن مبتكر فكرة الألهة من كواكب أخرى.
ذكرت ماري هيلين باري، مرشدة رائيلية سابقة، أن رائيل كان يجتمع بشكل متواصل بساندي لفترات طويلة وذلك قبل لقاءه الأول بالإلوهيم.
فيما تعتبر فرنسا أن الرائيلية هي طائفة دينية، لا يوجد إتفاق على ماهيتها. فمنهم من يعتبر ان لها ذراع مالي يجمع الأموال عن طريق الإنترنت. وهناك من يعتبرها ديانة بحد ذاتها.
تدعي منظمة إنفوكالت أن الطرح السياسي للرائيليين هي أفكار فاشية بينما الرائيليين لا يعتبرون حركتهم حركة سياسية لأنها تسمح لأعضائها بالانتماء لأحزاب سياسية متعددة.
انتقد البابا يوحنا بولص الثاني محاولات الرائيين في استنساخ البشر واعتبره مهدد للبشرية.